# Ludovico Sforza
Ludovico Sforza, Ludovico il Moro, "Maur" (27. srpnja 1452. – 27. svibnja 1508.), pripadnik milanske dinastije Sforza, bio je milanski vojvoda, poznat po sudjelovanju u Talijanskim ratovima i kao patron poznatog umjetnika Leonarda da Vincija.

## Vanjske poveznice
Ostali projekti
|  | Zajednički poslužitelj ima još gradiva o temi Ludovico Sforza |